# Orquestra Sinfônica de Houston

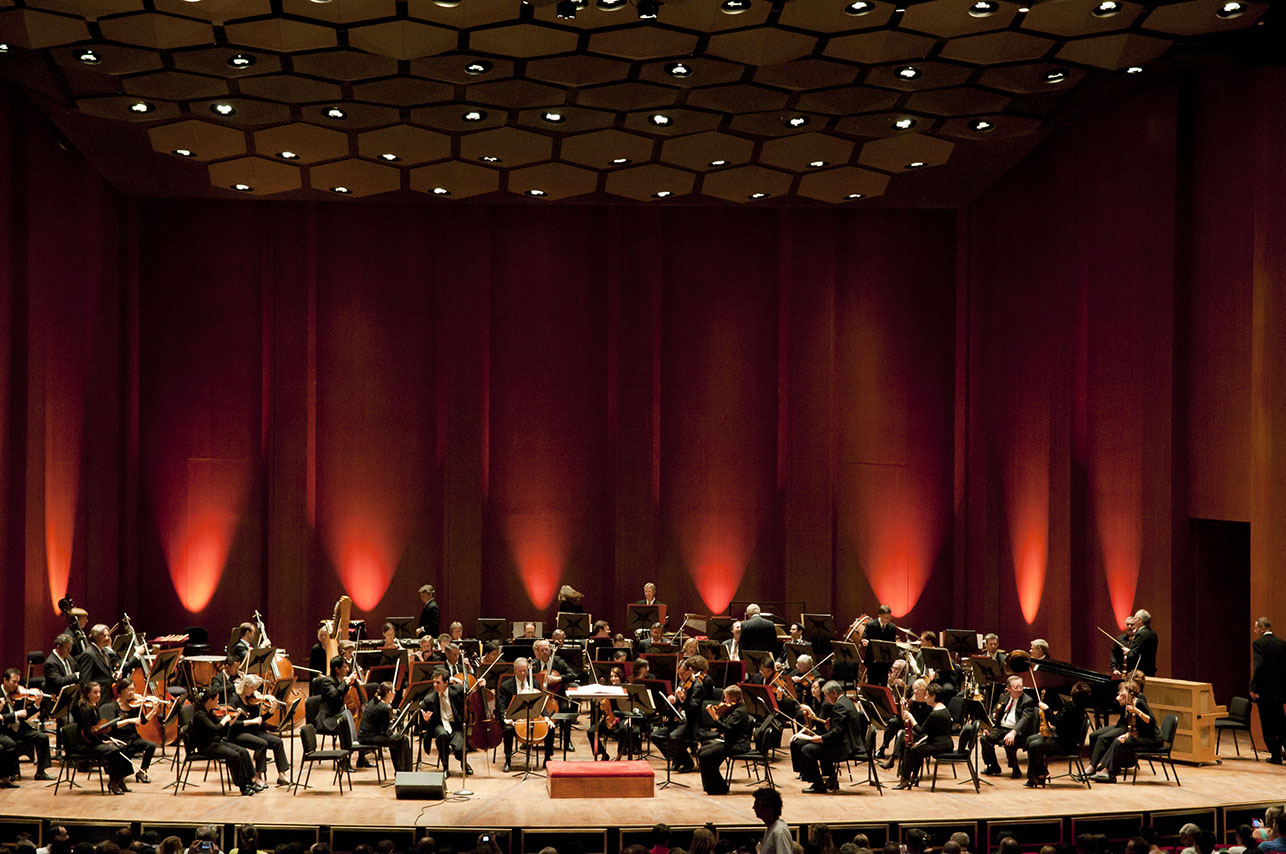
Orquestra Sinfônica de Houston.

Orquestra Sinfônica de Houston é uma orquestra americana baseada em Houston, Texas, nos Estados Unidos. Desde 1966 a orquestra apresenta-se no Jesse H. Jones Hall em Houston. Hans Graf é o atual Diretor Musical da orquestra.

## História
O primeiro concerto da orquestra aconteceu em 21 de junho de 1913, apoiado pelo filantropo de Houston, Ima Hogg. Inicialmente a orquestra era composta por apenas 35 membros. Apesar de seu pequeno tamanho e orçamento, a orquestra e seu primeiro maestro Julien Paulo Blitz desfrutou de uma boa resposta e continuaram suas apresentações. Blitz conduziu a orquestra até 1916, quando Paul Bergé assumiu, até a orquestra terminar seus trabalhos temporariamente, em 1918.
A orquestra se reorganizou em 1930, como uma orquestra semi-profissional e teve uma temporada cheia de concertos no ano seguinte, com o maestro Uriel Nespoli. Na primavera de 1936, a Sociedade Sinfônica tornou-se oficialmente a Sociedade Sinfônica de Houston. Ernst Hoffmann começou seus trabalhos nesse ano, com o suporte da Sociedade, ele começou a contratar músicos profissionais. A orquestra continuou a se expandir por décadas e seu primeiro contrato de 52 semanas de concertos foi assinada em 1971.
Quando o maestro Leopold Stokowski convidou a notável cantora afro-americana Shirley Vrrett para apresentar-se com a Sinfônica no começo da década de 1960, ele teve que cancelar o convite, pois a orquestra recusou-se a ter uma solista negra. Stokowski, depois desse acontecimento, pediu desculpas a solista e a convidou para uma noite com a Orquestra da Filadélfia.
A orquestra apresentou-se no Music Hall até a construção do Jesse H. Jones em 1966. Em 2001 a orquestra perdeu milhões de dólares, quando a Tempesta Tropical Allison destruíu instrumentos e arquivos. Em 2003 os músicos entraram em greve por 24 dias.
Desde 2001, Hans Graf é o Diretor Musical da Sinfônica. Em setembro de 2009 a orquestra anunciou que o contrato do maestro vai até a temporada 2012/13. Graf também leva o título de Maestro Laureado da orquestra.

## Diretores Musicais
| - 1913–1916 Julien Paul Blitz - 1916–1918 Paul Bergé - 1918–1930 dissolvida - 1931–1932 Uriel Nespoli - 1932–1935 Frank St. Leger - 1936–1947 Ernst Hoffmann - 1948–1954 Efrem Kurtz | - 1954 Ferenc Fricsay - 1955–1961 Leopold Stokowski - 1961–1967 John Barbirolli - 1967–1969 André Previn - 1971–1979 Lawrence Foster - 1980–1988 Sergiu Comissiona - 1988–1999 Christoph Eschenbach - 2001–pres Hans Graf |